# Ophion eremita
Ophion eremita är en stekelart som beskrevs av Kokujev 1906. Ophion eremita ingår i släktet Ophion och familjen brokparasitsteklar. Inga underarter finns listade i Catalogue of Life.